# Mína
Mína je ženské křestní jméno. Mína, Mina či Minnie jsou zdrobněliny německého ženského jména Wilhelmina (rytíř velké přilby) a Hermina (pán vojska, válečník). Dalšími variantami jsou Vilma, Wilma a Willa.

## Skutečné nositelky
- Mina Miller – druhá manželka Thomase A.Edisona
- Mína Maxová Oymen, dcera modelky Terezy Maxové a podnikatele Dominika Buraka Oymena
- Minnie Driver, britská herečka
- Minnie Riperton, písničkářka
- Mina Karadžić, srbská básnířka
- Anna Mina Mazzini (narozena 1940), italská zpěvačka
- Mina Kostić, srbská folková zpěvačka
- Mina Papatheodorou, řecká malířka
- Minna Aaltonen, finská herečka
- Mina Badie, britská herečka
- Minna Canthová, finská spisovatelka a sociální aktivistka
- Minna Citron, americká malířka
- Minna Herzlieb, německá novinářka
- Minna Mäki-Kala, vítězka soutěže krásy Miss Globe International
- Minna Planer, německá herečka a první manželka Richarda Wagnera
- Minna Salmela, finská plavkyně ve volném stylu
- Mina, jméno dcery Hinduistcké bohyně Ushi a boha Kubery.
- Maria Minna, kanadská politička
- Mína (youtuberka), česká youtuberka a zpěvačka

## Fiktivní nositelky
- Mína- překrásná dcera bohyně Slávie v Kollárově díle Slávy dcera
- Minnie Mouse, kamarádka myšáka Mickeyho
- Minnie the Moocher, píseň z roku 1991 od Cab Calloway
- Mina Harker, postava z Draculy
- Mina Mongoose, postava mongoose ze Sonic the Hedgehog